# حرف غربي
الحُرْف الغربي نوع نباتي يتبع جنس الحُرْف من الفصيلة الصليبية.

## الموئل والانتشار
موطنه غرب أمريكا الشمالية.

## الوصف النباتي
ينتشر بجذامير صغيرة.